# شریف یونس
شریف یونس (انگلیسی: Cherif Younousse؛ زادهٔ ۲۲ مهٔ ۱۹۹۵) بازیکن والیبال ساحلی اهل قطر است.